# Liste der Landherren der Marschlande

Hamburger Landgebiet nach 1830:
Vorstädte St. Pauli und St. Georg
Landherrenschaft der Geestlande
Landherrenschaft der Marschlande
Amt Bergedorf (bis 1867 gemeinsam mit Lübeck)
nicht im Bild: Amt Ritzebüttel (hamburgische Exklave an der Elbmündung)

Die Liste der Landherren der Marschlande enthält die Hamburger Landherren von 1831 an. In diesem Jahr wurde die Landherrenschaft gebildet durch Erweiterung der Landherrenschaft von Bill- und Ochsenwärder um den Grasbrook.
Ab 1886 waren die Landherren der Marschlande identisch mit denen der Geestlande. Ab 1922 gab es nur noch einen Landherren (sowie seinen Stellvertreter) für alle vier Landherrenschaften.

## Liste der Landherren von 1831 bis 1938
| Jahr(e)   | Erster Landherr                               | Zweiter Landherr                                |
| --------- | --------------------------------------------- | ----------------------------------------------- |
| 1831      | Ferdinand Schwartz                            | Christian Nicolas Pehmöller                     |
| 1832–1833 | Heinrich Johann Merck                         | Martin Hieronymus Hudtwalcker                   |
| 1834–1835 | Heinrich Johann Merck                         | Andreas Friedrich Spalding                      |
| 1836–1837 | Heinrich Johann Merck                         | Johann Heinrich Gossler                         |
| 1838–1839 | Johann Heinrich Gossler                       | Georg Christian Lorenz Meyer                    |
| 1840–1842 | Johann Heinrich Gossler                       | Friedrich Sieveking                             |
| 1843–1847 | Andreas Friedrich Spalding                    | Caspar Hartung                                  |
| 1848–1852 | Wilhelm Eybe                                  | Johann Carl Gottlieb Arning                     |
| 1853–1862 | Johann Carl Gottlieb Arning                   | Christian Hinrich Alardus                       |
| 1863–1866 | Christian Hinrich Alardus                     | Hermann Albert Hübener                          |
| 1867–1876 | Peter Heinrich Wilhelm Groſsmann a            | Hermann Albert Hübener                          |
| 1877      | Peter Heinrich Wilhelm Groſsmann              | Otto Heinrich Framhein                          |
| 1878–1885 | Peter Heinrich Wilhelm Groſsmann              | Charles Ami de Chapeaurouge                     |
| 1886      | Charles Ami de Chapeaurouge                   | Johann Heinrich Burchard                        |
| 1887–1892 | Charles Ami de Chapeaurouge                   | Conrad Hermann Schemmann                        |
| 1893      | Conrad Hermann Schemmann                      | Otto Wilhelm Mönckeberg                         |
| 1894–1900 | Conrad Hermann Schemmann                      | Max Predöhl                                     |
| 1901–1903 | Conrad Hermann Schemmann                      | Werner von Melle                                |
| 1904–1908 | Gottfried Friedrich Heinrich August Holthusen | Werner von Melle                                |
| 1909–1910 | Gustav Friedrich Carl Johann Sthamer          | Werner von Melle                                |
| 1911–1912 | Gustav Friedrich Carl Johann Sthamer          | Emil Max Gotthold Augustus Mumsſen b            |
| 1913–1918 | Justus Hermann Ludwig Matthias Strandes       | Emil Max Gotthold Augustus Mumsſen              |
| 1919–1920 | Justus Hermann Ludwig Matthias Strandes       | Carl Wilhelm Petersen                           |
| 1921      | Heinrich Wilhelm Johannes Stubbe              | Carl Wilhelm Petersen                           |
| 1922–1924 | Heinrich Wilhelm Johannes Stubbe              | Walter August Matthaei                          |
| 1925      | Heinrich Wilhelm Johannes Stubbe              | Staatsrat J. Daniel Krönig                      |
| 1926–1928 | Heinrich Wilhelm Johannes Stubbe              | Hermann Carl Felix Vering                       |
| 1929–1931 | Heinrich Wilhelm Johannes Stubbe              | Franz Heinrich Witthoefft                       |
| 1932–1933 | Rudolf Adolf Wilhelm Ross                     | Paul Henri Adolph Wilhelm Franz de Chapeaurouge |
| 1933–1938 | Senator a. D. Philipp Klepp                   | Senator a. D. Philipp Klepp                     |